# Ariàdnoie
Ariàdnoie (en rus: Ариадное) és un poble del krai de Primórie, a l'Extrem Orient de Rússia, que en el cens del 2010 tenia 376 habitants. Pertany al districte rural de Dalneretxenski.